# Rei Matsumoto
Rei Matsumoto (jap. 松本 怜; * 25. Februar 1988 in Hokkaidō) ist ein japanischer Fußballspieler. 

## Karriere
Rei Matsumoto erlernte das Fußballspielen in der Schulmannschaft der Aomori Yamada High School sowie in der Universitätsmannschaft der Waseda-Universität. Seinen ersten Vertrag unterschrieb er 2010 bei den Yokohama F. Marinos. Der Verein aus Yokohama spielte in der höchsten Liga des Landes, der J1 League. Die Saison 2013 und 2014 wurde er an Ōita Trinita aus Ōita ausgeliehen. 2013 spielte der Club in der ersten Liga. Am Ende der Saison 2013 musste er den Weg in die Zweitklassigkeit antreten. Nach Ende der Ausleihe wurde er 2015 von Ōita fest verpflichtet. Ende 2015 musste er mit dem Club den Weg in die Drittklassigkeit antreten. 2016 wurde er mit Ōita Meister der J3 League und stieg direkt wieder in die zweite Liga auf. Die Saison 2018 schloss der Verein als Vizemeister ab und stieg somit in die erste Liga auf. Am Saisonende 2021 belegte er mit Ōita den achtzehnten Tabellenplatz und musste in zweite Liga absteigen.

## Erfolge
Ōita Trinita
- J3 League

Meister: 2016  ▲
- J2 League

Vizemeister: 2018  ▲